# Bà đỡ truyền thống
Bà đỡ truyền thống, hay bà đỡ, là một người chăm sóc thai nghén và hỗ trợ sinh con. Bà đỡ truyền thống là người thực hiện phần lớn việc chăm sóc thai sản chính ở nhiều nước đang phát triển, và có thể hoạt động trong các cộng đồng cụ thể trong các nước công nghiệp.
Bà đỡ truyền thống cung cấp dịch vụ chăm sóc, hỗ trợ và tư vấn sức khỏe cơ bản trong và sau khi mang thai và sinh con, chủ yếu dựa vào kinh nghiệm và kiến thức thu được một cách không chính thức thông qua các truyền thống và thực hành của cộng đồng nơi họ sinh ra. Họ thường làm việc ở vùng nông thôn, vùng sâu vùng xa và các khu vực không được khám chữa bệnh khác. Các bà đỡ truyền thống có thể không nhận được giáo dục chính quy và đào tạo trong việc cung cấp dịch vụ y tế, và không có những điều kiện bắt buộc cụ thể như chứng nhận hoặc giấy phép hành nghề. Một bà đỡ truyền thống cũng có thể đã được giáo dục chính thức và đã chọn không đăng ký. Họ thường học nghề này thông qua học nghề hoặc tự học; trong nhiều cộng đồng, một trong những tiêu chí của bà đỡ truyền thống để được khách hàng chấp nhận là họ phải có trải nghiệm như một người mẹ. Nhiều bà đỡ truyền thống cũng là các thầy thuốc thảo dược, hay những người chữa bệnh truyền thống khác. Họ có thể hoặc không thể được tham gia vào hệ thống chăm sóc sức khỏe chính thức. Họ đôi khi phục vụ như một cầu nối giữa cộng đồng và hệ thống y tế chính thức, và có thể đi cùng phụ nữ đến các cơ sở y tế để sinh con.

## Huấn luyện và trọng tâm công việc
Bà đỡ đẻ truyền thống thường là phụ nữ lớn tuổi, được tôn trọng trong cộng đồng của họ. Họ coi mình là những người hành nghề chăm sóc sức khỏe tư nhân, những người đáp ứng yêu cầu dịch vụ. Trọng tâm của công việc của họ là hỗ trợ phụ nữ trong thời gian sinh con và ngay sau khi sinh. Các công việc hỗ trợ thường xuyên của họ bao gồm giúp đỡ việc nhà cho phụ nữ mới sinh.
Các bà đỡ truyền thống có thể không được huấn luyện chính thức về cách hỗ trợ phụ nữ có thai. Nhiều người có nhiều kinh nghiệm trong chăm sóc phụ nữ tốt bao gồm cách nhận biết và phản ứng thích hợp với các biến chứng của thai kỳ. Có nhiều thảo luận về việc liệu sự thiếu giáo dục của một số bà đỡ truyền thống và cách nhiều bà đỡ hỗ trợ việc sinh nở có gây rủi ro cho các bà mẹ và trẻ sơ sinh hay không. Đánh giá tác động của các bà đỡ truyền thống này đến kết quả sức khỏe đòi hỏi phải xem xét các yếu tố bổ sung như đói nghèo, sự có sẵn của các dịch vụ y tế, hoặc hỗ trợ của nhà nước.